# Squadre di nuoto sincronizzato ai Giochi della XXVII Olimpiade
Di seguito l'elenco delle sincronette convocate per i Giochi della XXVI Olimpiade.

## Formazioni
NB: in grassetto le rappresentanti della gara di duo, mentre in corsivo le riserve.
| Australia        |                 |
| Sincronetta      | Data di nascita |
| Tracey Davis     | 23 luglio 1977  |
| Kelly Geraghty   | 11 luglio 1977  |
| Amanda Laird     | 12 agosto 1978  |
| Dannielle Liesch | 18 maggio 1978  |
| Irena Olevsky    | 22 marzo 1974   |
| Katrina Orpwood  | 23 luglio 1974  |
| Rachel Ren       | 16 gennaio 1973 |
| Cathryn Wightman | 8 luglio 1978   |
| Naomi Young      | 25 marzo 1976   |

| Canada             |                 |
| Sincronetta        | Data di nascita |
| Lyne Beaumont      | 23 gennaio 1978 |
| Claire Carver-Dias | 19 maggio 1977  |
| Erin Chan          | 9 agosto 1979   |
| Jessica Chase      | 11 luglio 1978  |
| Catherine Garceau  | 1º luglio 1978  |
| Fanny Létourneau   | 24 giugno 1979  |
| Kirstin Normand    | 10 giugno 1974  |
| Jacinthe Taillon   | 1º gennaio 1977 |
| Reidun Tatham      | 20 marzo 1978   |

| Cina           |                   |
| Sincronetta    | Data di nascita   |
| Hou Yingli     | 15 agosto 1978    |
| Jin Na         | 1º aprile 1976    |
| Li Min         | 20 febbraio 1976  |
| Li Rouping     | 17 settembre 1982 |
| Li Yuanyuan    | 24 settembre 1976 |
| Li Zhen        | 31 gennaio 1979   |
| Wang Fang      | 29 luglio 1977    |
| Xia Ye         | 15 giugno 1980    |
| Zhang Xiaohuan | 19 agosto 1980    |

| Francia              |                  |
| Sincronetta          | Data di nascita  |
| Cynthia Bouhier      | 24 gennaio 1979  |
| Virginie Dedieu      | 25 febbraio 1979 |
| Charlotte Fabre      | 29 luglio 1981   |
| Cathy Geoffroy       | 26 ottobre 1976  |
| Myriam Glez          | 20 maggio 1980   |
| Rachel Le Bozec      | 21 febbraio 1975 |
| Myriam Lignot        | 9 luglio 1975    |
| Charlotte Massardier | 12 ottobre 1975  |
| Magali Rathier       | 2 dicembre 1974  |

| Giappone       |                   |
| Sincronetta    | Data di nascita   |
| Ayano Egami    | 1°e 1980          |
| Raika Fujii    | 5 luglio 1974     |
| Yoko Isoda     | 26 agosto 1978    |
| Rei Jimbo      | 9 luglio 1974     |
| Miya Tachibana | 12 dicembre 1974  |
| Miho Takeda    | 13 settembre 1976 |
| Juri Tatsumi   | 5 settembre 1979  |
| Yoko Yoneda    | 22 novembre 1975  |
| Yuko Yoneda    | 8 settembre 1979  |

| Italia            |                  |
| Sincronetta       | Data di nascita  |
| Giada Ballan      | 19 ottobre 1973  |
| Serena Bianchi    | 15 giugno 1974   |
| Mara Brunetti     | 9e 1976          |
| Giovanna Burlando | 20 novembre 1969 |
| Chiara Cassin     | 13 gennaio 1978  |
| Maurizia Cecconi  | 12e 1975         |
| Alice Dominici    | 3e 1975          |
| Alessia Lucchini  | 20 novembre 1978 |
| Clara Porchetto   | 29 dicembre 1978 |

| Russia             |                   |
| Sincronetta        | Data di nascita   |
| Elena Antonova     | 10 ottobre 1974   |
| Elena Azarova      | 5 giugno 1973     |
| Ol'ga Brusnikina   | 9 novembre 1978   |
| Marija Kiselëva    | 28 settembre 1974 |
| Ol'ga Novokščenova | 29 novembre 1974  |
| Irina Peršina      | 13 settembre 1978 |
| Elena Soja         | 9 novembre 1981   |
| Julija Vasil'eva   | 6 settembre 1978  |
| Ol'ga Vasjukova    | 8 maggio 1980     |

| Stati Uniti         |                   |
| Sincronetta         | Data di nascita   |
| Carrie Barton       | 19 maggio 1976    |
| Tammy Cleland       | 26 ottobre 1975   |
| Bridget Finn        | 25 febbraio 1974  |
| Anna Kozlova        | 30 dicembre 1972  |
| Kristina Lum        | 18 ottobre 1976   |
| Elicia Marshall     | 3 settembre 1979  |
| Tuesday Middaugh    | 27 agosto 1973    |
| Heather Pease-Olson | 29 settembre 1975 |
| Kim Wurzel          | 18 settembre 1976 |